# San Luis Potosí (stato)
San Luis Potosí è uno dei 31 stati del Messico ed è situato nella parte centrosettentrionale del paese.
Confina a nord con il Nuevo León, a nord-est con il Tamaulipas, a est con il Veracruz, a sud-est con l'Hidalgo, a sud con gli stati di Querétaro e Guanajuato e a ovest con gli stati di Zacatecas e Jalisco.

## Geografia fisica
Gran parte del territorio dello stato si trova su un altopiano che digrada lentamente verso oriente e verso la costa.

## Società

### Evoluzione demografica
Abitanti censiti (in migliaia)

### Città
Oltre al capoluogo, San Luis Potosí, le altre città di rilievo sono Ciudad Valles, Matehuala e Rioverde.

### Suddivisione amministrativa
Lo stato di San Luis Potosí è suddiviso in 58 comuni (Municipalidades).
| Codice INEGI | Municipio                   | Capoluogo municipale        | Data di creazione | Popolazione (2015) | Area (km²) |
| ------------ | --------------------------- | --------------------------- | ----------------- | ------------------ | ---------- |
| 001          | Ahualulco                   | Ahualulco                   | 1858              | 18.369             | 775,62     |
| 002          | Alaquines                   | Alaquines                   | 1830              | 8.296              | 586,75     |
| 003          | Aquismón                    | Aquismón                    | 1845              | 48.772             | 793,52     |
| 004          | Armadillo de los Infante    | Armadillo de los Infante    | 1862              | 4.064              | 623,23     |
| 005          | Cárdenas                    | Cárdenas                    | 1920              | 18.491             | 390,85     |
| 006          | Catorce                     | Real de Catorce             | 1826              | 9.705              | 1945,17    |
| 007          | Cedral                      | Cedral                      | 1826              | 19.176             | 1163,90    |
| 008          | Cerritos                    | Cerritos                    | 1830              | 21.288             | 962,38     |
| 009          | Cerro de San Pedro          | Cerro de San Pedro          | 1830              | 4.535              | 123,38     |
| 010          | Ciudad del Maíz             | Ciudad del Maíz             | 1826              | 32.867             | 3140,65    |
| 011          | Ciudad Fernández            | Ciudad Fernández            | 1827              | 45.385             | 519,35     |
| 012          | Tancanhuitz                 | Tancanhuitz                 | 1826              | 20.550             | 137,43     |
| 013          | Ciudad Valles               | Ciudad Valles               | 1826              | 177.022            | 2417,75    |
| 014          | Coxcatlán                   | Coxcatlán                   | 1844              | 15.184             | 90,19      |
| 015          | Charcas                     | Charcas                     | 1826              | 20.839             | 2161,80    |
| 016          | Ébano                       | Ébano                       | 1963              | 43.569             | 698,79     |
| 017          | Guadalcázar                 | Guadalcázar                 | 1830              | 26.340             | 3703,79    |
| 018          | Huehuetlán                  | Huehuetlán                  | 1955              | 15.828             | 71,51      |
| 019          | Lagunillas                  | Lagunillas                  | 1830              | 5.462              | 539,68     |
| 020          | Matehuala                   | Matehuala                   | 1826              | 99.015             | 1286,6     |
| 021          | Mexquitic de Carmona        | Mexquitic de Carmona        | 1826              | 57.184             | 889,42     |
| 022          | Moctezuma                   | Moctezuma                   | 1826              | 19.539             | 1283,39    |
| 023          | Rayón                       | Rayón                       | 1827              | 15.279             | 785,07     |
| 024          | Rioverde                    | Rioverde                    | 1826              | 94.191             | 3072,09    |
| 025          | Salinas                     | Salinas de Hidalgo          | 1827              | 31.794             | 1756,90    |
| 026          | San Antonio                 | San Antonio                 | 1830              | 9.361              | 94,63      |
| 027          | San Ciro de Acosta          | San Ciro de Acosta          | 1853              | 10.257             | 637,06     |
| 028          | San Luis Potosí             | San Luis Potosí             | 1826              | 824.229            | 1471,71    |
| 029          | San Martín Chalchicuautla   | San Martín Chalchicuautla   | 1827              | 21.176             | 413,28     |
| 030          | San Nicolás Tolentino       | San Nicolás Tolentino       | 1827              | 5.176              | 692,81     |
| 031          | Santa Catarina              | Santa Catarina              | 1876              | 11.791             | 640,89     |
| 032          | Santa María del Río         | Santa María del Río         | 1826              | 39.859             | 1716,68    |
| 033          | Santo Domingo               | Santo Domingo               | 1857              | 12.210             | 4352,96    |
| 034          | San Vicente Tancuayalab     | San Vicente Tancuayalab     | 1827              | 14.700             | 517,97     |
| 035          | Soledad de Graciano Sánchez | Soledad de Graciano Sánchez | 1827              | 309.342            | 304,86     |
| 036          | Tamasopo                    | Tamasopo                    | 1826              | 30.087             | 1321,58    |
| 037          | Tamazunchale                | Tamazunchale                | 1827              | 92.291             |            |
| 038          | Tampacán                    | Tampacán                    | 1861              | 15.382             | 185,21     |
| 039          | Tampamolón Corona           | Tampamolón Corona           | 1827              | 15.598             | 264,62     |
| 040          | Tamuín                      | Tamuín                      | 1827              | 38.751             | 1842,03    |
| 041          | Tanlajás                    | Tanlajás                    | 1827              | 19.750             | 375,46     |
| 042          | Tanquián de Escobedo        | Tanquián de Escobedo        | 1870              | 15.120             | 142,79     |
| 043          | Tierra Nueva                | Tierra Nueva                | 1827              | 9.383              | 479,26     |
| 044          | Vanegas                     | Vanegas                     | 1922              | 7.629              | 2598,13    |
| 045          | Venado                      | Venado                      | 1827              | 14.486             | 1294,26    |
| 046          | Villa de Arriaga            | Villa de Arriaga            | 1874              | 17.888             | 878,53     |
| 047          | Villa de Guadalupe          | Villa de Guadalupe          | 1857              | 9.671              | 1913,25    |
| 048          | Villa de la Paz             | Villa de la Paz             | 1921              | 5.227              | 143,93     |
| 049          | Villa de Ramos              | Villa de Ramos              | 1827              | 37.184             | 2505,89    |
| 050          | Villa de Reyes              | Villa de Reyes              | 1827              | 49.385             | 1004,99    |
| 051          | Villa Hidalgo               | Villa Hidalgo               | 1857              | 14.830             | 1520,42    |
| 052          | Villa Juárez                | Villa Juárez                | 1830              | 10.048             | 638,31     |
| 053          | Axtla de Terrazas           | Axtla de Terrazas           | 1827              | 37.645             | 192,58     |
| 054          | Xilitla                     | Xilitla                     | 1826              | 52.062             | 398,44     |
| 055          | Zaragoza                    | Villa de Zaragoza           | 1947              | 26.236             | 614,11     |
| 056          | Villa de Arista             | Villa de Arista             | 1972              | 15.258             | 584,99     |
| 057          | Matlapa                     | Matlapa                     | 1994              | 31.109             | 116,09     |
| 058          | El Naranjo                  | El Naranjo                  | 1994              | 21.955             | 830,74     |